# Monasterio de Santa María de Lillet
El monasterio de Santa María de Lillet es un antiguo cenobio situado en la localidad de La Pobla de Lillet, en la comarca catalana del Berguedà.

## Historia
Aparece citado por primera vez en documentos del 819 aunque la iglesia no fue consagrada hasta 833. En 1086 estaba instalada en el monasterio una pequeña comunidad de cinco canónigos agustinos y un prior. En los dos siglos siguientes la comunidad fue muy activa. Contó con el apoyo del obispado de Urgel y recibió numerosas donaciones. Los señores del castillo de Lillet fueron los principales benefactores del cenobio.
En 1356 se construyó una nueva iglesia más cercana al pueblo lo que provocó que muchos de los fieles dejaran de acudir al monasterio. Con la pérdida de fieles se perdía también parte de los ingresos. El monasterio fue finalmente secularizado en 1592 aunque la iglesia conservó la categoría de parroquia hasta el siglo XIX.

## Arquitectura
La iglesia actual se construyó en el siglo XII. Es de estilo románico, de nave única y planta de cruz latina. En el transepto había tres ábsides aunque uno de ellos ha desaparecido, al igual que el cimborrio. Fue restaurada en el siglo XIV. De esta restauración es la portalada gótica que se construyó para sustituir uno de los muros. Una nueva restauración, realizada en el siglo XVIII, modificó por completo el aspecto de la iglesia, especialmente por los añadidos de yeso que se realizaron. 
Las dependencias en las que vivían la comunidad estaban organizadas alrededor de un pequeño claustro. Datado en el siglo XIV, es de planta cuadrada y consta de dos pisos formados por galerías de arcos de medio punto. Las columnas que los soportan no tienen capiteles.
En la iglesia se encontraba una imagen policromada de un cristo en majestad que fue trasladada a la parroquia de la Pobla de Lillet al cesar el culto en este templo.